# NGC 5287
NGC 5287 é uma galáxia lenticular (S0) localizada na direcção da constelação de Canes Venatici. Possui uma declinação de +29° 46' 15" e uma ascensão recta de 13 horas, 44 minutos e 52,5 segundos.
A galáxia NGC 5287 foi descoberta em 25 de Maio de 1881 por Édouard Jean-Marie Stephan.